# Arghistan (huyện)
Arghistan là một huyện thuộc tỉnh Kandahar, Afghanistan. Dân số thời điểm năm 1999 là 28,595 người.